# Вечорниці сибірські
Вечорниці сибірські (Hesperis sibirica) — вид квіткових рослин родини капустяних (Brassicaceae).

## Біоморфологічна характеристика
Це трав'яниста багато- чи дворічна рослина (25)40–100(140) см заввишки. Рослини вкриті довгими і більш короткими простими волосками, у верхній частині зі значною домішкою коротких залозистих волосків, які на гілочках суцвіття переважають. Стебла прямовисні, прості при основі, часто розгалужені зверху. Прикореневе листя засихає до цвітіння. Верхні листки сидячі, з розширеною основою, ланцетні чи яйцювато-ланцетні. Середні та верхні стеблові листки (3)5–10(16) × (0.5)1–3.5(5.5) см, сидячі чи майже так, край зубчастий чи суцільний, верхівка гостра чи загострена. Чашолистки вузько видовжені, 5.5–7.5(10) × 1.5–2 мм. Пелюстки насичено-пурпурні, лавандові або білі, від вузько- до широко-обернено-яйцеподібних, 15–20(25) × 5–10 мм. Плід округлий в перерізі, (30)40–100(130) × 1.5–2 мм. Насіння довгасте, (1.5)2–2.7(3) × 1–1.3 мм. 2n = 14.

## Поширення
Росте у Євразії від України до Японії. Населяє схили гір, чагарникові ділянки, рівнини, біля річок; на висотах 900–2900 метрів
В Україні росте у сирих лісах, серед чагарників, у заплавах річок — у Лісостепу, рідше пн. ч. Лівобережжя; іноді розводять у садах.